# San Antonio (Barinas)
Pour les articles homonymes, voir San Antonio.
San Antonio est la capitale de la paroisse civile de San Antonio de la municipalité d'Arismendi dans l'État de Barinas au Venezuela.